# Raphael Schmied
Raphael Schmied (* 15. März 1995) ist ein Schweizer Unihockeyspieler auf der Position des Torhüters, welcher beim UHC Waldkirch-St. Gallen unter Vertrag steht.

## Karriere
Schmied begann schon früh mit dem Unihockey. Im Alter von zehn Jahren musste sich der gebürtige Oberaacher zwischen Unihockey und Fussball entscheiden. Er absolvierte einen Grossteil seiner Juniorenkarriere in den Mannschaften von Barracudas Unihockey aus Romanshorn.
Mit 14 trainierte er zugleich bei den Barracudas als auch beim UHC Waldkirch-St. Gallen. Eine Saison später stand Schmied im Tor der U16-Junioren. Seither spielt er nur noch für den UHC Waldkirch-St. Gallen. Er durchlief die restlichen Juniorenmannschaften der U16, U18 und der U21. Zur Saison 2016/17 berief Fabian Arvidsson den U21-Torhüter in das Kader der ersten Mannschaft. Schmied ist somit hinter Dominic Jud die Nummer zwei im Tor der Ostschweizer.
Nach der Saison, am 30. März 2017, gab der UHC Waldkirch-St. Gallen bekannt, dass Schmied seinen Kontrakt um ein Jahr bis Ende Saison 2017/18, und am 10. Januar 2018, dass er ihn bis 2020 verlängert hat.

## Trivia
Seit Beginn seiner Karriere im Tor trägt Schmied die Nummer 95 in Anlehnung an sein Geburtsjahr.